# 萨米顿 (阿拉巴马州)
萨米顿（英語：Sumiton）是美国阿拉巴马州下属的一座城市。面积约为5.22平方英里（约合13.53平方公里）。根据2010年美国人口普查，该市有人口2,520人，人口密度为482.39/平方英里（约合186.25/平方公里）。